# Polizeiruf 110: Kopf in der Schlinge
Kopf in der Schlinge ist ein deutscher Kriminalfilm von Hartmut Griesmayr aus dem Jahr 2003. Es ist die 248. Folge innerhalb der Filmreihe Polizeiruf 110 und der 21. Fall für die halleschen Kommissare Schmücke und Schneider.

## Handlung
Else Berger, eine alte Frau, wird tot in ihrer Wohnung aufgefunden. Bei den Ermittlungen steht die Psychologin Maria Steinert den Kommissaren Schmücke und Schneider zur Seite und kann mit den beiden Kommissaren schnell ein Täterprofil erstellen, das zu einem raschen Ergebnis führt. Um sich für die schnelle Lösung des Falles bei der Psychologin zu bedanken, besucht Kommissar Schmücke Maria Steinert in ihrem Landhaus. Dort trifft er auf Reiner Münster, den er aus einem Vergewaltigungsfall vor einigen Jahren kennt. Steinert erklärt, dass er ihr Patient ist und sie sich um seine Resozialisierung kümmert. Ab und zu würde er ihr im Haus und Garten helfen.
Am nächsten Tag ist der Sohn des Architekten Lars Köhler verschwunden und wird noch am gleichen Tag schwer verletzt und bewusstlos im Wald gefunden. Jemand hatte versucht, ihn zu ersticken. DNA-Spuren an einem Taschentuch des Kindes führen zu Reiner Münster. Münster kann sich das alles nicht erklären, wird aber in Gewahrsam genommen.
Neben Reiner Münster kümmert sich Maria Steinert auch um Benno Brack. Der psychisch auffällige junge Mann wohnt in der Nachbarschaft und fühlt sich als Schutzengel von Maria Steinert. Nachdem er einen Streit zwischen ihr und ihrem Geliebten Lars Köhler mitanhört, sucht er Köhlers Ehefrau auf. Er redet mit ihr in einer sehr kindlichen Art und bittet sie, dafür zu sorgen, dass Lars Köhler nicht mehr zu Maria Steinert kommt. Er täte ihr nicht gut und das könne er nicht zulassen. Susanne Köhler zeigt daraufhin ihren Mann bei der Polizei an. Er wäre schuld am Zustand ihres Sohnes, denn wenn er ihn nicht mit zu seiner Geliebten genommen hätte, dann hätte er nicht auf Reiner Münster treffen können, den auch sie für den Täter hält. Daher ist ihr Mann in ihren Augen mitschuldig.
Maria Steinert fühlt sich seit einiger Zeit verfolgt und bittet Schmücke um Beistand, aber solange keine wirkliche Straftat vorliegt, kann die Polizei nicht eingreifen. Dennoch werden Schmücke und Schneider auf Benno Brack aufmerksam, der stets in Steinerts Nähe herumschleicht. Nachdem der kleine Jonas Köhler das Bewusstsein nicht wiedererlangt und stirbt, ermitteln Schmücke und Schneider wegen Mordes. Ein Zeuge will am Tag der Tat einen silberfarbenen BMW im Wald gesehen haben. Diese Spur führt zu Markus Klose, der als Kfz-Mechaniker arbeitet und diesen Wagen Probe gefahren hatte. Da er sogar Jonas Handynummer bei sich eingespeichert hat, halten die Ermittler ihn für überführt. Sie wollen Maria Steinert die Nachricht von Münsters Unschuld überbringen und finden sie zusammen mit Benno Brack erhängt in ihrem Landhaus. Der Spurenlage nach wurde Steinert umgebracht, während Benno sich selber erhängt hatte, da er meinte, als ihr Beschützer versagt zu haben.
Für Schmücke deutet alles auf Lars Köhler, da er noch nicht wissen kann, dass Münster nicht der Mörder seines Sohnes ist und auch er Steinert für mitschuldig am Tod des Kindes hält. Da er ein Alibi hat, kann nur Susanne Köhler die Täterin sein. Sie folgen ihr, als sie gerade mit dem Auto wegfährt. Sie versuchen, sie zu stoppen, können aber nicht verhindern, dass sie in voller Absicht gegen einen Brückenpfeiler fährt und stirbt.

## Hintergrund
Kopf in der Schlinge wurde im Auftrag des MDR von der „Akzente Film und Fernsehproduktions GmbH“ produziert. Die Dreharbeiten erfolgten in Halle an der Saale und Umgebung. Am 16. März 2003 erfolgte die Erstausstrahlung im Ersten Programm der ARD zur Hauptsendezeit.

## Kritik
Die Kritiker der Fernsehzeitschrift TV Spielfilm vergaben die bestmögliche Wertung (Daumen nach oben) und schrieben dazu: „Ganz klar einer der besseren Krimis aus Halle“ und zogen als Gesamtfazit: „Routiniert, aber im guten Sinne“.